# Marcela Miró
Marcela Miró Pérez (Valencia, 19 de enero de 1952-Valencia, 14 de julio de 2024) fue una política y doctora en ingeniería agrónoma española.

## Carrera política
Fue diputada de las Cortes Valencianas durante la V Legislatura, por el Partido Popular de la Comunidad Valenciana, ocupando la Presidencia de las Cortes Valencianas. Antes fue Consejera de Educación, Cultura y Ciencia de la Generalidad Valenciana (1996-1997), y Consejera de Bienestar Social de la Generalidad Valenciana (1997-1999). Los dos cargos los ostentó en gobiernos del presidente Eduardo Zaplana.
Hasta su fallecimiento fue miembro de la Sindicatura de Cuentas de la Comunidad Valenciana y profesora en la Universidad Politécnica de Valencia.